# Slavíkov
Slavíkov är en ort i Tjeckien.   Den ligger i regionen Vysočina, i den centrala delen av landet, 100 km öster om huvudstaden Prag. Slavíkov ligger 603 meter över havet och antalet invånare är 314.
Terrängen runt Slavíkov är huvudsakligen platt, men åt nordväst är den kuperad.Runt Slavíkov är det ganska glesbefolkat, med 29 invånare per kvadratkilometer. Närmaste större samhälle är Hlinsko, 9,3 km öster om Slavíkov. I omgivningarna runt Slavíkov växer i huvudsak blandskog.